# كسر رسغي
كسر رسغي الكسر في معصم اليد، هو كسر جزء من عَظْمة «نصف القطر» القريبة من الرسغ.
من أعراض الكسر حدوث ألم في المنطقة المصابة، كدمات وتوّرم سريع.
قد يحدث نتيجةً لذلك تشوه في الرسغ، وقد يؤدي أيضا في بعض الأحيان لحدوث كسر في عظمة الزند.
الكسر في معصم اليد.
هو كسر جزء من عَظْمة «نصف القطر» القريبة من الرسغ.
من أعراض الكسر حدوث ألم في المنطقة المصابة، كدمات وتوّرم سريع.
قد يحدث نتيجةً لذلك تشوه في الرسغ، وقد يؤدي أيضا في بعض الأحيان لحدوث كسر في عظمة الزند.
الكسر في معصم اليد.
هو كسر جزء من عَظْمة «نصف القطر» القريبة من الرسغ.
من أعراض الكسر حدوث ألم في المنطقة المصابة، كدمات وتوّرم سريع.
قد يحدث نتيجةً لذلك تشوه في الرسغ، وقد يؤدي أيضا في بعض الأحيان لحدوث كسر في عظمة الزند.